# Rakefet Zalashik
Rakefet Zalashik (* 1973) ist eine israelische Historikerin.
Zalashik promovierte in Geschichte an der Universität Tel Aviv mit einer Arbeit über die Geschichte der Psychiatrie in Palästina und Israel. Sie war Inaugural Mirowski Fellow für Israeli Studies an der Temple University in Philadelphia; 2009 und 2010 war sie Ben-Gurion-Gastprofessorin für Israel- und Nahoststudien an der Ruprecht-Karls-Universität Heidelberg. Derzeit lehrt sie an der New York University.
Ihre bekannteste Schrift A Jew's best friend? (2011) behandelt die Rolle des Hundes in der jüdischen Geschichte.